# Уряд Мальдівів
Уряд Мальдівів — вищий орган виконавчої влади Мальдівів.

## Голова уряду
- Президент — Абдулла Ямін Абдул Гаюм (англ. Abdulla Yameen Abdul Gayoom).
- Віце-президент — Абдулла Джихад (англ. Abdulla Jihad).

## Кабінет міністрів
Склад чинного уряду подано станом на 1 серпня 2016 року.
| Логотип | Міністерство                                                     | Міністр                                                  | Фото | Час на посаді | Час на посаді | Партія | Партія | Вебсайт |
| ------- | ---------------------------------------------------------------- | -------------------------------------------------------- | ---- | ------------- | ------------- | ------ | ------ | ------- |
|         | Міністерство внутрішніх справ                                    | Азлін Ахмед (Azleen Ahmed)                               |      |               |               |        |        |         |
|         | Міністерство екології та енергетики                              | Торіг Ібрахім (Thorig Ibrahim)                           |      |               |               |        |        |         |
|         | Міністерство економічного розвитку                               | Мохамед Саїд (Mohamed Saeed)                             |      |               |               |        |        |         |
|         | Міністерство житлово-комунального господарства та інфраструктури | Мохамед Муйззу (Mohamed Muizzu)                          |      |               |               |        |        |         |
|         | Міністерство закордонних справ                                   | Мохамед Асім (Mohamed Asim)                              |      |               |               |        |        |         |
|         | Міністерство людських ресурсів, молоді та спорту                 | Ірутішам Адам (Iruthisham Adam)                          |      |               |               |        |        |         |
|         | Міністерство оборони й національної безпеки                      | Адам Шаріф (Adam Shareef)                                |      |               |               |        |        |         |
|         | Міністерство освіти                                              | Ейшат Шихам (Aishath Shiham)                             |      |               |               |        |        |         |
|         | Міністерство охорони здоров'я                                    | Абдулла Назім Ібрахім (Abdulla Nazim Ibrahim)            |      |               |               |        |        |         |
|         | Міністерство сільського і рибного господарства                   | Мохамед Шейні (Mohamed Shainee)                          |      |               |               |        |        |         |
|         | Міністерство туризму, мистецтв і культури                        | Муса Замір (Moosa Zameer)                                |      |               |               |        |        |         |
|         | Міністерство у справах сім'ї, прав людини і гендеру              | Фатмас Зеніша Сахід Закі (Fathmath Zeneesha Saheed Zaki) |      |               |               |        |        |         |
|         | Міністерство у справах ісламу                                    | Ахмед Зіяд (Ahmed Ziyad)                                 |      |               |               |        |        |         |
|         | Міністерство фінансів та державної скарбниці                     | Абдулла Мунаввар (Abdulla Munawwar)                      |      |               |               |        |        |         |